# Vladimir Lvovič Levi
Vladimir Lvovič Levi, rusky Владимир Львович Леви́, (* 18. listopad 1938, Moskva) je ruský lékař - psychiatr a spisovatel. Rovněž se věnuje výtvarnému umění a hudbě. Je známý především díky svým populárně naučným knihám o psychologii.

## Život
Po ukončení studia medicíny v téže metropoli začal pracovat jednak na moskevských psychiatrických klinikách, jednak jako lékař v psychoterapeutickém dispensáři. Je vědeckým spolupracovníkem Psychiatrického institutu, kandidátem lékařských věd a členem svazu sovětských spisovatelů. Jeho díla jsou přeložena do češtiny, slovenštiny, polštiny, maďarštiny, bulharštiny, srbochorvatštiny, italštiny, finštiny, němčiny, francouzštiny.

## Dílo
V osobě Vladimira Leviho se čtenář seznamuje s vynikajícím sovětským psychologem, vědcem a spisovatelem, který se už od svého mládí podílí na formování tehdejší moderní sovětské psychologie. Jde o člověka v pravém smyslu „posedlého“ svou prací, který poskytuje útěchu a pomoc tisícům duševně nemocných. Díky svým knihám pomáhá ještě mnohem většímu počtu lidí, jejichž psychická rovnováha je z různých důvodů narušena. Spolupracuje zároveň s desítkami psychologů na celém světě při posuzování jednotlivých případů duševních chorob. Jeho fabulační schopnosti mu umožňují obracet se k co nejširším masám, a proto právě jeho zásluhou proniká psychologie i mezi lidi, kteří by jinak nenašli odvahu k tomu, aby se vypravili do ordinace psychiatra nebo laboratoře psychologa.

## Spisy (výběr)
- тайны мозга - 1972
- Myšlení, děj neznámý (Охота за мыслью) - česky 1974
- Já a my (Я и Мы) - česky 1976
- Umění sebevlády (Искусство быть собой) - česky 1981
- Umění byť samým sebou - slovensky 1982
- Umenie byť iným - slovensky 1983
- Formula osobnosti - slovensky 1985 a 1989 (2. vydání)
- Umění jednat s lidmi (Искусство быть другим) - česky 1985
- Rozhovor v dopisech (Разговор в письмах)
- Problematické dítě (Нестандартный ребенок) - česky 1990